# Amt Döbern-Land
Het Amt Döbern-Land (Nedersorbisch:Amt Derbno-kraj) is een samenwerkingsverband van zeven gemeenten in het Landkreis Spree-Neiße in de Duitse deelstaat Brandenburg. Het amt telt 10.574 inwoners. Het bestuurscentrum is gevestigd in de stad Döbern.

## Gemeenten
Het amt omvat de volgende gemeenten:
1. Döbern ↔ Derbno (stad) (3.860)
2. Felixsee ↔ Feliksowy jazor (2.364)
3. Groß Schacksdorf-Simmersdorf ↔ Tšěšojce-Žymjerojce (1.174)
4. Jämlitz-Klein Düben ↔ Jemjelica-Źěwink (507)
5. Neiße-Malxetal ↔ Dolina Nysa-Małksa (1.872)
6. Tschernitz ↔ Cersk (1.587)
7. Wiesengrund ↔ Łukojce (1.658)